# 2,4-dinitrofenol
2,4-Dinitrofenol ali DNP je zelo strupeni sintetičen derivat fenola, ki deluje kot odklopnik oksidativne fosforilacije v mitohondrijih, zaradi česar se porabljajo rezervne snovi in se sprošča toplota.
V 30-ih letih 20. stoletja so ga v Združenih državah Amerike uporabljali predvsem kot sredstvo za hujšanje, vendar so ga leta 1938 zaradi nevarnih stranskih učinkov opustili.

## Kemične lastnosti
DNP je kristalna trdnina rumene barve s sladkim in plesnivim vonjem. Pri previdnem segrevanju sublimira, pri močnem segrevanju do razpada pa oddaja strupene hlape dušikovih oksidov. Je zmerno topen v vodi, etil acetatu, acetonu, kloroformu, piridinu, tetraklorometanu, toluenu, etanolu, benzenu in bazičnih vodnih raztopinah. Z bazami in amonijakom tvori eksplozivne soli. S težkimi kovinami in njihovimi spojinami je nezdružljiv.

## Farmakologija in toksikologija
Na notranjih membranah mitohondrijev in kloroplastov deluje kot ionofor protonov (H+), tj. veže protone in jih prenaša skozi membrano. Na ta način razklopi energijo elektrokemičnega potenciala protonov in delovanje ATP-sintaze, energija potenciala pa se namesto tvorbe adenozin trifosfata (ATP) sprosti kot toplota.
Neefektivnost celice pri tvorbi energije v obliki ATP-ja narašča premo sorazmerno s količino DNP-ja. Da bi organizem nadomestil energijske potrebe se delovanje presnove (metabolizma) in s tem poraba rezervnih maščob poveča. S tem se brezkoristno porabljajo zaloge maščob, kar je bila osnova za uporabo pri hujšanju.
Dejavnik, ki omejuje dozo zdravila, ni pomanjkanje ATP-ja, temveč porast telesne temperature. Prekoračitev doze povzroči vročino, ki lahko vodi v smrt; doze od 20–50 mg/kg so lahko za človeka usodne. Po nekaterih podatkih naj bi bil dantrolen, v kombinaciji uporabe z DNP-jem, učinkoviti proti povišani telesni temperuturi.
Podatki o farmakokinetiki DNP-ja v človeškem telesu so skopi in zelo različni: razpolovni čas sega od nekaj ur do nekaj tednov, za presnovo pa naj bi bila pomembna jetra.

## Uporaba
V 30-ih letih 20. stoletja so DNP v Združenih državah Amerike uporabljali predvsem kot sredstvo za hujšanje. Zaradi nevarnih stranskih učinkov, natančneje zaradi povzročitve potencialno usodne vročine, so ga leta 1938 opustili, kljub temu pa ga atleti in bodibilderji še vedno uporabljajo za hujšanje; predoziranja so redka. Kljub temu ostaja DNP zaradi mehanizmov delovanja uporaben za odkrivanje novih metod zdravljenja debelosti.
DNP je pogosto uporabljen za raziskovanje bioenergetike kemiosmoze in drugih drugih transportnih procesov skozi membrane. Komercialna uporaba vključuje izdelovanje barvil, zaščitnih sredstev za les, eksplozivov, razvijal za fotografije in pesticidov iz DNP-ja.